# Porto di San Giovanni li Cuti
Il porto di San Giovanni li Cuti  è un porticciolo da pesca della città di Catania sito in corrispondenza della frazione marinara omonima.
Il porto si trova in corrispondenza di una insenatura della scogliera lavica che si estende a nord-est della città di Catania in località San Giovanni li Cuti.

## Storia
Un tempo periferico e circondato da casette di pescatori a partire dagli anni sessanta, in seguito all'eliminazione della cintura di ferro costituita dal tratto della ferrovia Catania-Messina che venne interrato proprio a quel tempo, è stato circondato da costruzioni d'ogni genere, lidi balneari e locali di ritrovo che ne hanno profondamente alterato la rustica bellezza. Oggi è molto frequentato per l'adiacente spiaggetta nera creata artificialmente con sabbia vulcanica di riporto sull'acciottolato naturale precedente.
Si tratta di un approdo per barche da pesca protetto da un molo della lunghezza di circa 80 m all'interno del quale trovano ricovero un piccolo numero di barche da pesca locali e piccole imbarcazioni con pescaggio limitato in quanto i fondali a malapena superano i 2 metri in qualche punto; non è consentito l'ormeggio di imbarcazioni da diporto.
Il porticciolo si trova circa 2 miglia a nord del Porto di Catania. L'ingresso avviene da sud-est